# Freddie Perdigão Pereira
Freddie Perdigão Pereira  (Rio de Janeiro, 1936 — Rio de Janeiro, 1996) foi um militar brasileiro, acusado de assassinatos, torturas e desaparecimento de opositores durante a ditadura militar no Brasil, integrante do Centro de Informações do Exército (CIE) e do SNI, e um dos mais atuantes oficiais do Exército Brasileiro no aparelho repressivo do governo militar.

## Carreira
Cadete formado pela Academia Militar das Agulhas Negras (AMAN) em 1958, Perdigão participou do golpe militar de 1964 como tenente.  Na manhã de 1.° de abril comandava cinco tanques M-41 que guardavam o Palácio Laranjeiras no Rio de Janeiro, onde deveria chegar o presidente João Goulart. Questionado por um major sobre ainda não ter se juntado ao movimento, explicou que sua unidade continuava leal ao governo e que temia a reação dos quatro sargentos do seu pelotão. Depois de breve negociação, chegou-se a um acordo: os sargentos voltariam ao quartel em um tanque, enquanto os outros quatro, tripulados por cabos, iriam ao Palácio da Guanabara para guarnecer o governador Carlos Lacerda.
Em 1968 era militante da conexão clandestina do Centro de Informações do Exército e participou de pelo menos um atentado a bomba, contra o depósito de papel do Jornal do Brasil. O grupo paramilitar de extrema-direita de que fazia parte foi responsável por dezoito dos vinte atentados a bomba daquele ano. É deste ano o primeiro depoimento de um preso político que afima ter sido torturado por ele. Em novembro do mesmo ano, assassinou com tiros na cabeça o casal Catarina Abi-Eçab e João Antônio Santos Abi-Eçab, dois estudantes de Filosofia da USP, integrantes da Ação Libertadora Nacional (ALN), presos pela equipe dele em Vila Isabel, torturados numa chácara da Baixada Fluminense, mortos e depois colocados num carro cheio de explosivos no km 69 da BR-116, próximo a Vassouras, RJ, que foi explodido contra um caminhão. A morte do casal num acidente de carro seguido de explosão foi a causa mortis oficial dos dois por mais de 40 anos, até ser esclarecida pelo ex-soldado Valdemar Martins de Oliveira em depoimento à Comissão da Verdade, em 2013.
Em 1970, participava de uma equipe que fazia uma blitz no trânsito na Lagoa Rodrigo de Freitas, no Rio. Um fusca vermelho foi parado  na barreira e dentro dele estavam três guerrilheiros da ALN. Um deles, Carlos Frederico Fayal, saiu atirando e acertou dois tiros em Perdigão, um na barriga e outro na perna. Dali em diante ele passou a mancar pelo resto da vida. Foi acusado de torturar sistematicamente a guerrilheira Tânia Fayal, uma das capturadas por ele no elevador do edifício onde ela morava, em Copacabana, onde chegou a ser pendurada de cabeça para baixo da janela do apartamento, sem querer nenhuma informação, apenas por ódio, do dia da prisão dela até o dia em que foi banida do país em troca do embaixador alemão Ehrenfried von Holleben.
Foi um dos militares integrantes da Casa da Morte, na cidade de Petrópolis, local onde funcionava um centro clandestino de tortura e assassinatos criado pelos órgãos de repressão da ditadura militar brasileira, onde usava a alcunha de Dr. Roberto. Lá, diversos presos políticos capturados foram torturados e assassinados por militares no começo da década de 70.
Teria participado do atentado que provocou o acidente de carro que resultou na morte da estilista Zuzu Angel em 1976; sua foto foi publicada na edição do jornal O Globo no dia do acidente mas Perdigão não havia sido identificado até as investigações da Comissão da Verdade. O grupo de extrema-direita de que participava voltou a agir a partir deste ano. Sequestraram, pintaram de vermelho e espancaram o bispo de Nova Iguaçu Dom Adriano Hipólito e explodiram seu carro em frente à CNBB, e, segundo um dos próprios integrantes do grupo, planejaram, sem chegar a realizar, um atentado contra o presidente Ernesto Geisel.
Migrou para o Serviço Nacional de Informações e chegou a tenente-coronel na década de 1980. Em 2015, a Comissão Estadual da Verdade do Rio de Janeiro (CEV-Rio), identificou Perdigão como o responsável pela carta bomba enviada à Ordem dos Advogados do Brasil que matou Lyda Monteiro da Silva, em 27 de agosto de 1980 e era endereçada ao presidente da entidade, Eduardo Seabra Fagundes.  Em 30 de abril de 1981, com o codinome de ‘Aloisio Reis’, comandou e participou do  Atentado do Riocentro, atirando uma bomba na casa de força do pavilhão, onde encontravam-se milhares de jovens assistindo a um show comemorativo do Dia do Trabalhador.  Seu nome foi encontrado anos depois na caderneta de telefone do sargento Guilherme do Rosário, morto no atentado que pretendia realizar, como integrante de um "Grupo Secreto". Para ser promovido a general deveria comandar uma tropa, lhe ofereceram uma em São Paulo, mas como não queria se mudar do Rio de Janeiro, pediu transferência para a reserva. Foi logo em seguida recontratado pelo SNI: permaneceu no Rio e acumulou o salário com a pensão do exército, recebendo mais que um general de exército. Em 1982, assassinou a tiros o jornalista, empresário e informante do SNI Alexandre von Baumgarten e sua mulher, segundo depoimento de outro notório e confesso torturador, o ex-coronel Paulo Malhães, à Comissão da Verdade em 2014.
Desprestigiado após o fracasso do atentado no Riocentro, passou a dar apoio ao bicheiro e ex-militar Aílton Guimarães Jorge, mais conhecido como Capitão Guimarães, para firmar-se como a mais bem estruturada organização criminosa da história do país. A partir de 1987, além de proteção ele passou a se envolver diretamente com o jogo do bicho, ao lado do Capitão Guimarães, que havia assumido a presidência da Liga Independente das Escolas de Samba (Liesa). Com o apoio financeiro e logístico de Guimarães, o coronel montou uma loja para fornecer produtos de carnaval para as escolas de samba e assumiu a chefia da segurança de empresas de ônibus ligadas aos bicheiros da Baixada Fluminense.
Perdigão chegou a abrir “uma mesa de jogos de azar" na região da cidade de Cabo Frio, com o apoio do Capitão Guimarães. Uma desavença financeira com o bicheiro Anísio Abraão David provocou o afastamento entre Perdigão e o Capitão Guimarães. Este ficou com o chefão do jogo do bicho e abandonou o ex-chefe no sistema militar. Morreu em 1996, aos 60 anos,  durante uma operação de apêndice.
Pelos serviços prestados recebeu a Medalha do Pacificador do Exército Brasileiro.